# Marcel Bizos
Pour les articles homonymes, voir Bizos.
Marcel Bizos (1889-1974) est un latiniste et helléniste français.

## Biographie
Né à Angers (Maine-et-Loire) le 26 mars 1889, Marcel Bizos fait ses études au lycée Lakanal (Sceaux), puis au lycée Louis-le-Grand (Paris) et à la Sorbonne. Marié à Suzanne Plait, il a quatre enfants : Jean-René (mort à 21 ans en 1940), Pierre, Geneviève (décédée en 2011) et Daniel. Son fils Pierre est mort pour la France en déportation au camp de Dora (Allemagne) en mars 1945 à l'âge de 23 ans.
Agrégé de lettres en 1914, il enseigne après la Première Guerre mondiale au lycée d'Oran (1919-1923), au lycée d'Alger (1923-1926), au lycée Buffon (1926-1936), au lycée Lakanal (1936-1937). Professeur au lycée Henri-IV de grec et de latin en première supérieure, d’octobre 1937 à février 1945, date à laquelle il est nommé Inspecteur général de l'Instruction publique. Il participe pendant de nombreuses années au jury de l'agrégation de lettres, puis du jury de l'agrégation de grammaire, qu’il préside.
Membre de l’Association Guillaume Budé à partir de 1926, il est membre de son Conseil d’administration à partir de 1959.
Il meurt à Sceaux le 2 novembre 1974.

## Sources
- Catalogue des imprimés de la Bibliothèque nationale de France.
- Henri Goube et Jean Plaud, « Marcel Bizos. Notice nécrologique », Bulletin de l’Association Guillaume Budé, mars 1975.